# Hermann Siewert
Hermann Max Siewert (* 10. November 1834 in Marienwerder, Westpreußen; † 16. Februar 1890 in Danzig) war ein deutscher Chemiker, der in Argentinien ein Pionier der agrikulturchemischen Forschung war.

## Leben
Hermann Siewert sollte auf Wunsch seines Vaters Rechtswissenschaft studieren, wandte sich aber der Chemie zu. Er immatrikulierte sich an der Friedrichs-Universität Halle und wurde 1856 Fuchs des Corps Teutonia Halle. 1857 wurde er recipiert. Mit einer Arbeit über Abietinsäure wurde er 1861 in Halle zum Dr. phil. promoviert. Danach ging er an die Georg-August-Universität Göttingen, an der  er über Chromoxide forschte. Als a.o. Professor kehrte er an die Universität Halle zurück. Als Hermann Burmeister Wissenschaftler für die Nationale Universität Córdoba suchte und deshalb Europa besuchte, lud er Siewert auf eine Professur ein. Siewert heiratete 1870 und zog nach Córdoba, wo er ein chemisches Labor auf dem neuesten wissenschaftlichen Stand einrichtete. Er untersuchte zahlreiche Naturstoffe wie die Farbstoffe der Indigenen Völker in Argentinien und Quellwasser. Bei Mineralien arbeitete er mit Alfred Stelzner zusammen. In der angewandten Forschung suchte er nach geeigneten Fasern für eine Papierherstellung. Intrigen an der Universität in Cordoba trieben ihn 1874 an die landwirtschaftliche Hochschule in Salta. Dort untersuchte er mineralische Quellen und Ölvorkommen sowie Naturstoffe aus den Baumrinden der Lapacho-Baumarten. An einer Malaria erkrankt, kehrte er 1876 nach Deutschland zurück. Der Zentralverein westpreußischer Landwirte in Danzig berief ihn als Dirigent der agrikulturchemischen Versuchsstation. Nach 14 Jahren erlag er „in eben vollendetem 55. Lebensjahre“ einer Sepsis, die er sich im Labor zugezogen hatte.
Vier seiner fünf Kinder kamen in Argentinien zur Welt, darunter der Opernsänger Hans Siewert. Sein Assistent in Argentinien war Adolfo Doering.